# پاتکو اسپیدلاین
پاتکو اسپیدلاین (انگلیسی: PATCO Speedline) سیستم قطارشهری مابین شهرهای فیلادلفیا و شهرستان کمدن است.
این مترو که در سال ۱۹۶۹ تأسیس شده دارای ۱۳ ایستگاه و ۲۳ کیلومتر طول می‌باشد.

## نقشه

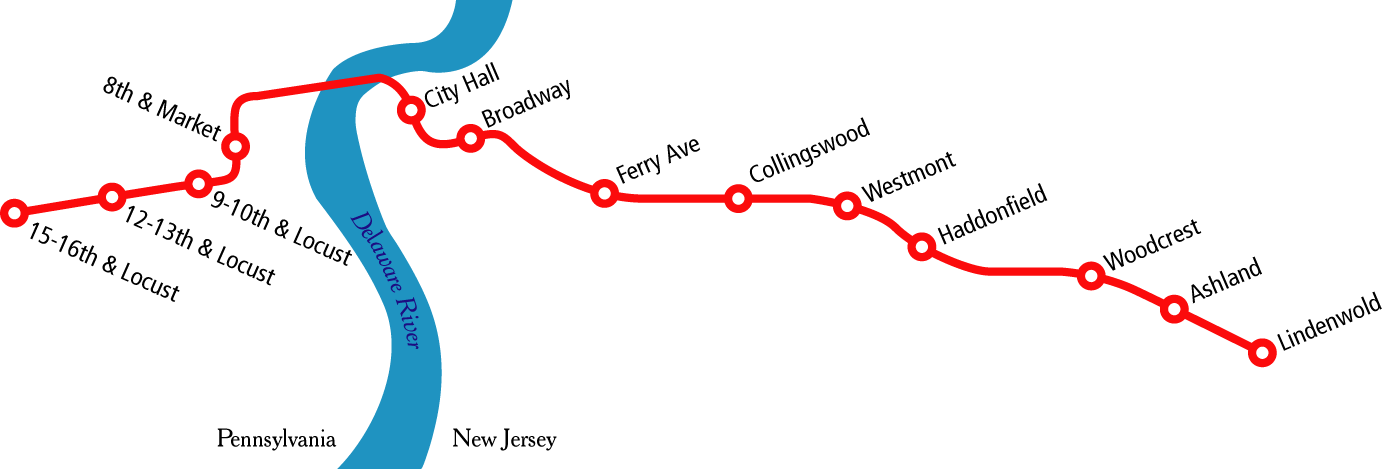
Map of the PATCO Speedline system

## نگارخانه

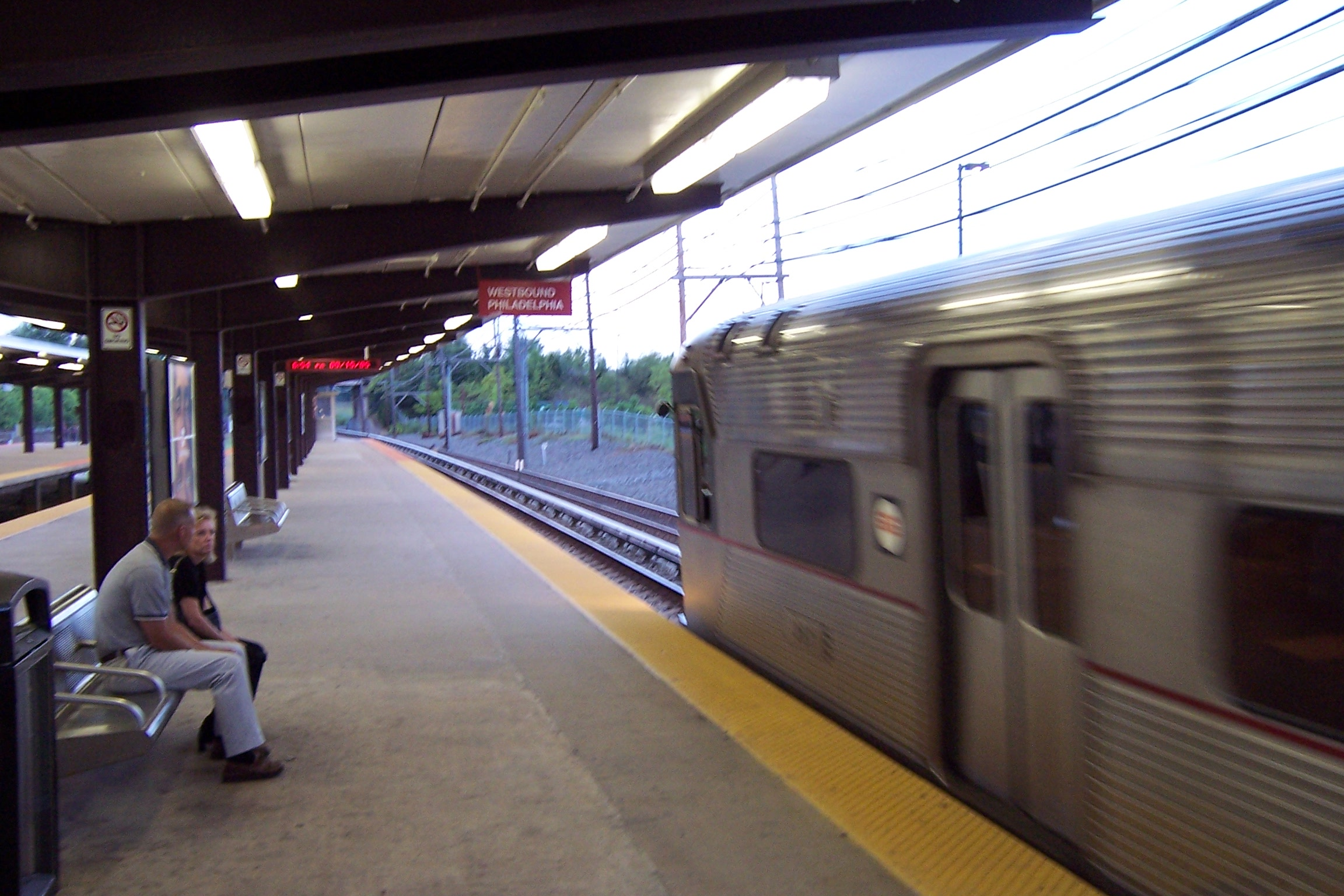
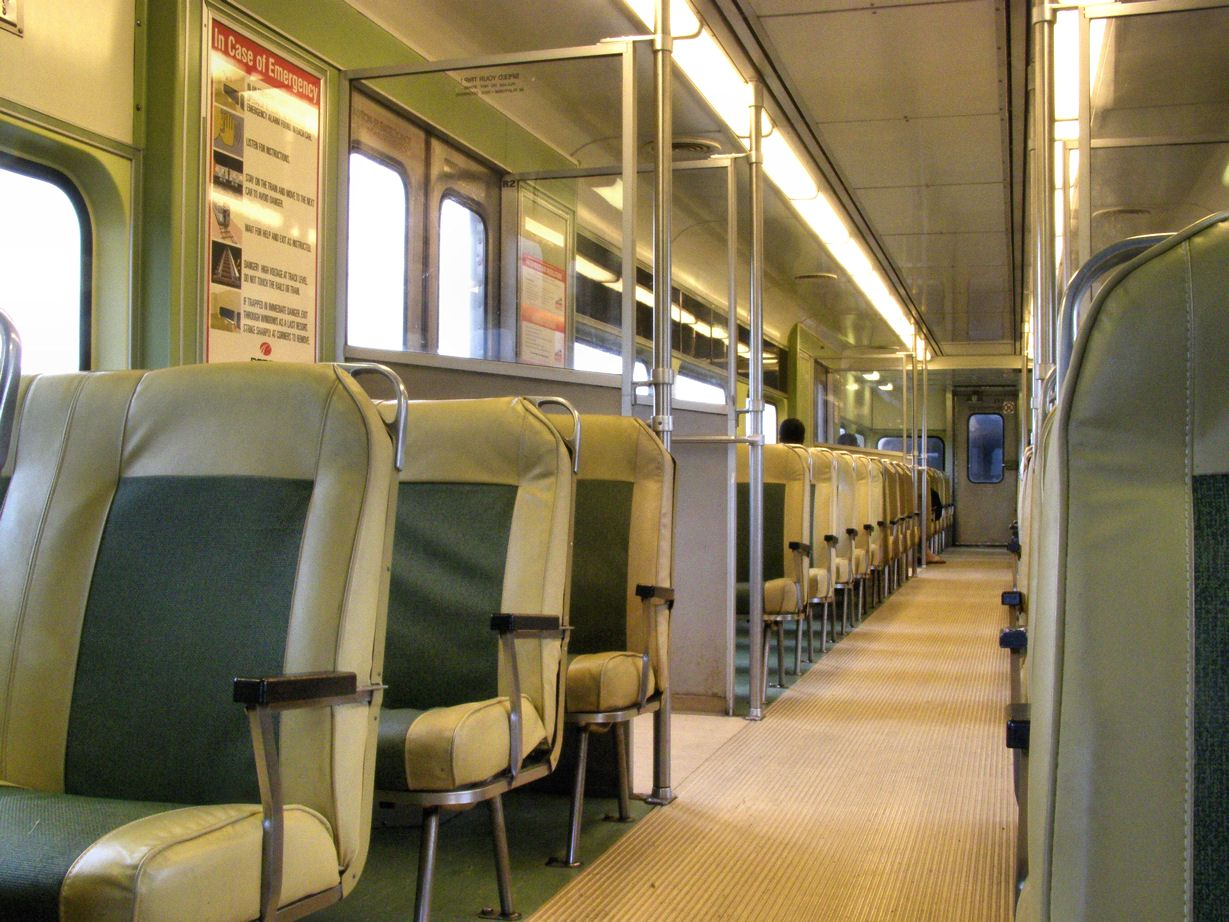
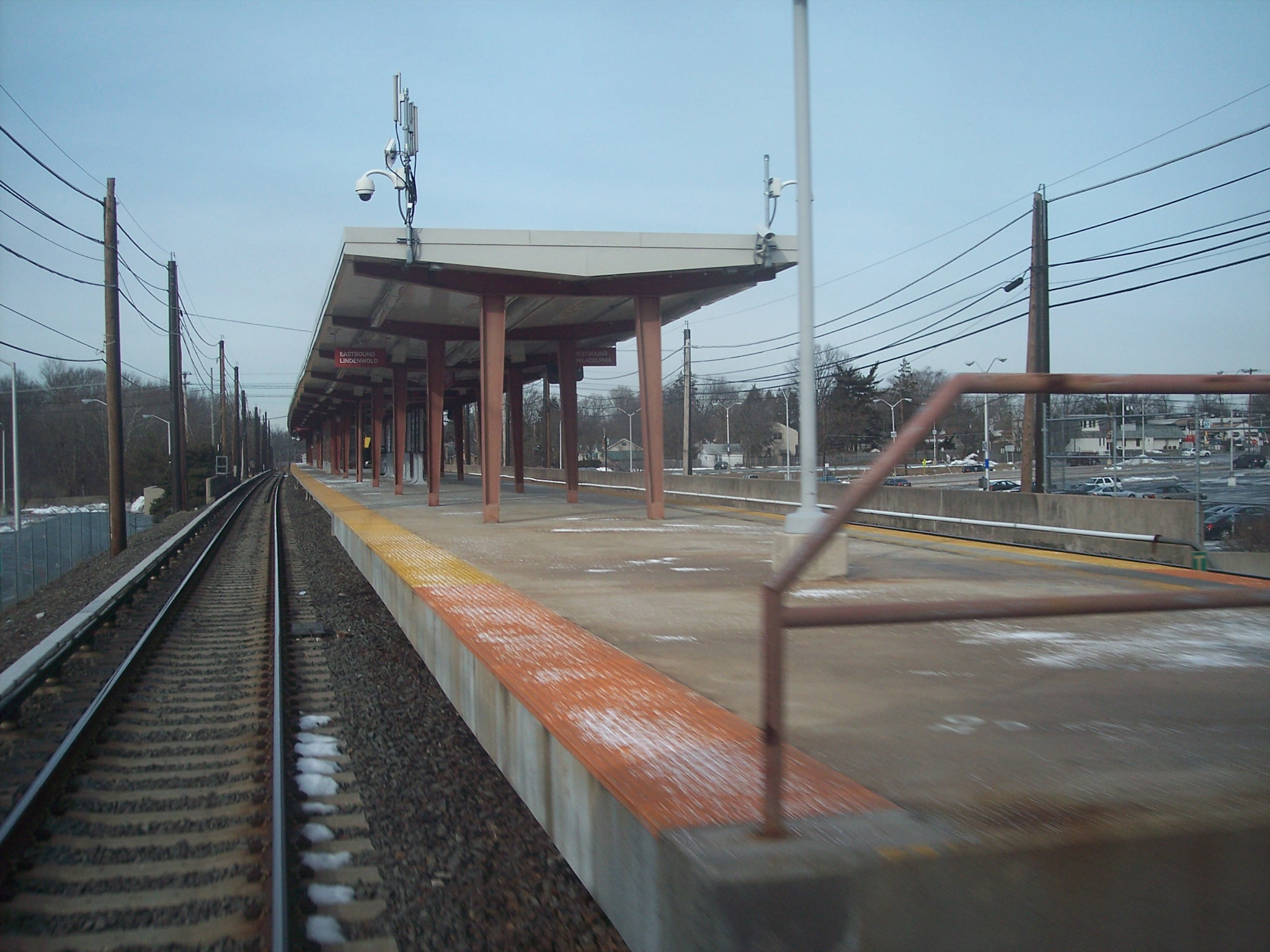
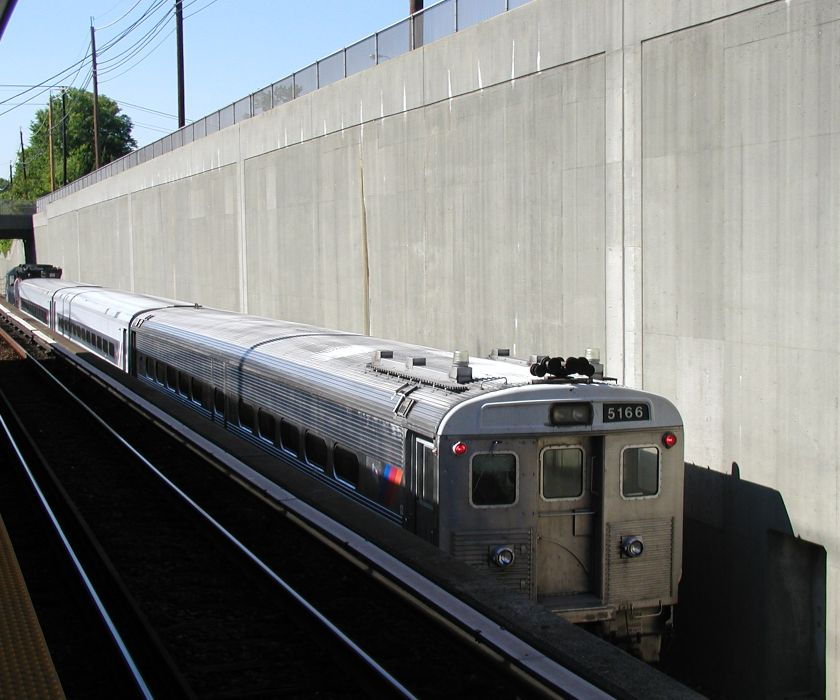
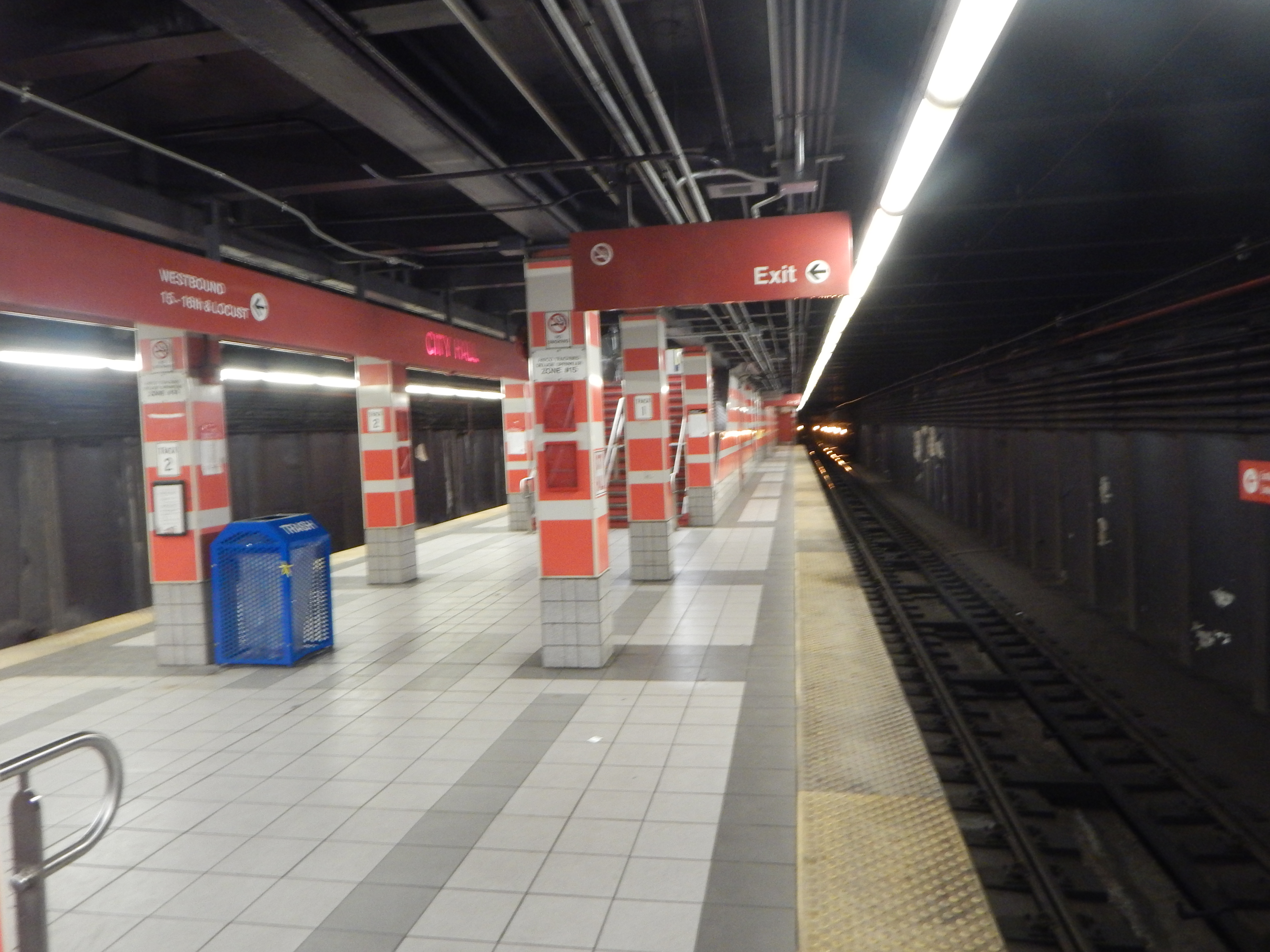
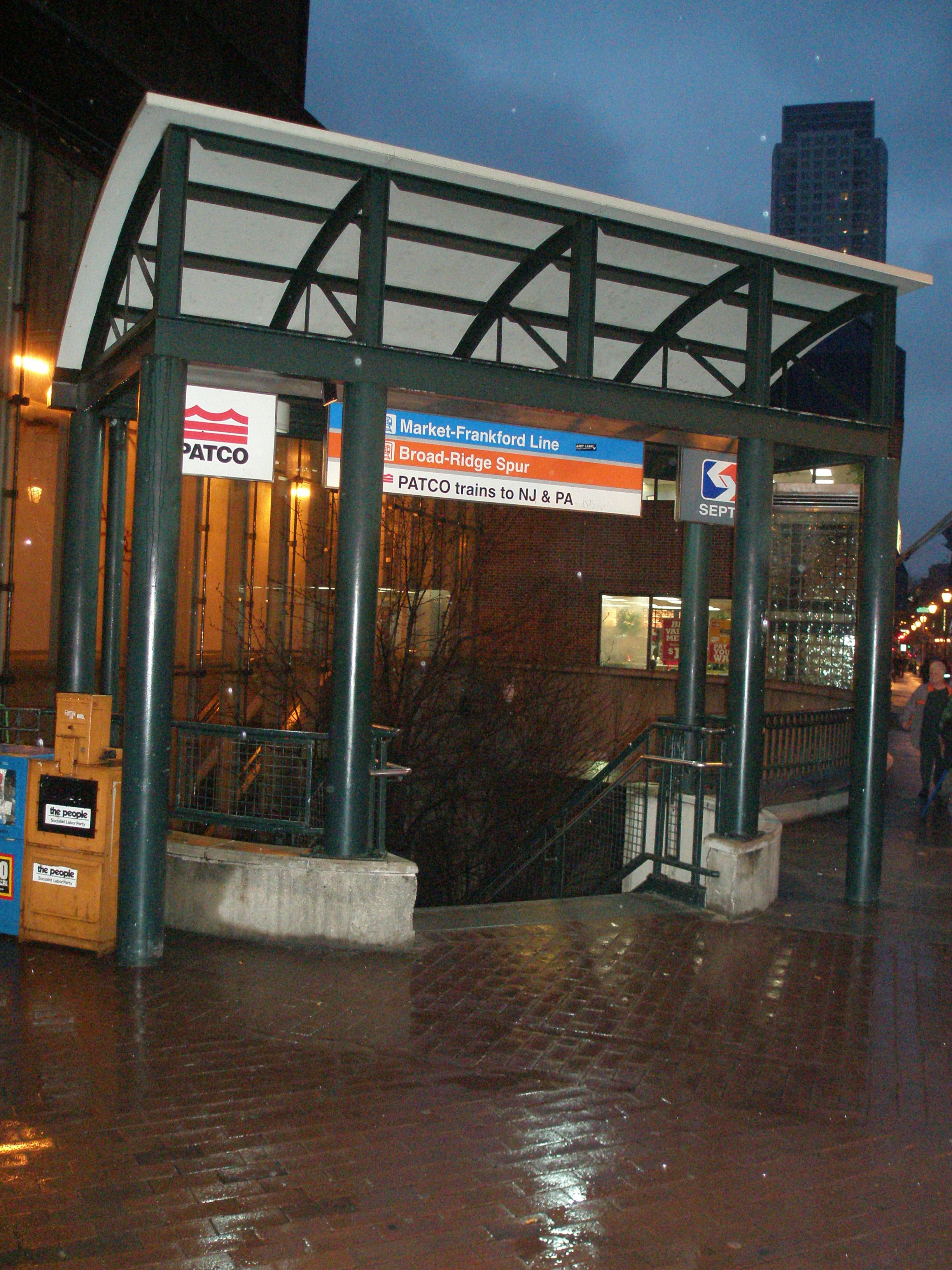